# Livres Hebdo
Livres Hebdo est un média français publié par Electre S.A., filiale du Cercle de la Librairie et destiné aux professionnels du livre, principalement aux libraires, aux éditeurs et aux bibliothécaires. Il compte plus de 12 000 abonnés.

## Histoire
En 1856, le Cercle de la Librairie reprend la Bibliographie de la France (titres parus chaque année en France) qui existait depuis 1811 et qui deviendra finalement Bibliographie de la France, Biblio.
Livres-Hebdo débute le 4 septembre 1979 par la fusion de Bibliographie de la France, Biblio et du Bulletin du livre, plus journalistique, qui avait été créé en 1958.
En mars 2022, le journal Le Monde évoque « une situation de crise » chez les employés de la rédaction, après un plan social en 2020 qui a divisé par deux ses effectifs, et le retour de Fabrice Piault en tant que rédacteur en chef, et le départ de son adjointe qui le remplaçait depuis l'été 2020.

## Contenu
Les supports média rendent compte de l'actualité du milieu du livre et suivent l'économie du secteur (édition, bibliothèque, librairie, imprimerie, numérique, lecture). Ils se composent de quatre types de publication : 
- L'hebdomadaire digital, LH Meilleures ventes, qui présente chaque jeudi la synthèse des meilleures ventes en partenariat avec GFK, mais aussi les annonces classées et les à paraître ;
- Le mensuel LH Le Magazine, qui offre chaque mois l’analyse de la rédaction de Livres Hebdo, avec des dossiers thématiques, des enquêtes et des interviews ainsi qu’un cahier de critiques littéraires ;
- Le vertical LH Spécial, qui présente un dossier approfondi sur une thématique donnée (BD et manga, Polar, Beaux livres, Jeunesse, Rentrée littéraire, etc…), 10 fois par an, au rythme du marché ;
- Les bibliographies, les Livres du mois et les Livres de la semaine, qui comprennent la notice des livres parus dans le mois ou dans la semaine avec les codes-barres EAN ainsi qu'une courte description.

Depuis 2006, il existe un site internet associé, livreshebdo.fr, qui propose aux abonnés un fil d'actualités quotidien, une rubrique dédiée aux Prix littéraires, les meilleures ventes, l'accès à différentes bases documentaires (agenda, tableaux de bord, classements, kiosque), et des services (annuaire en ligne, offres et demandes d'emplois et de fonds de commerce, avis professionnels et retenues de titres, accès à la boutique).
Livres Hebdo organise chaque année trois événements majeurs : le Grand Prix Livres Hebdo des Bibliothèques (depuis 2010), le Grand prix Livres Hebdo des Librairies (depuis 2019) et les Trophées de l'édition (depuis 2019).

## Situation
Une annonce dans Livres Hebdo est juridiquement considérée comme un moyen suffisant d'informer les libraires, par exemple d'un changement de diffusion ou du retrait d'un titre.
La rédaction est basée au 35 rue Grégoire de Tours à Paris entre le Quartier latin et Saint Germain des Prés.

## Prix et récompenses
En 2014, Livres Hebdo a reçu deux prix au Palmarès de la presse professionnelle : la meilleure initiative éditoriale communautaire (pour sa présence sur les réseaux sociaux) et la meilleure diversification éditoriale offline (pour le hors série annuel Que lire?).
En 2021, Livres Hebdo a reçu le Grand Prix du Palmarès MediaPro 2021.

## Chiffres
En 2008, le média revendique 10 000 abonnés. Ces derniers sont des bibliothèques (pour 32 %), des libraires (28 %) et des éditeurs (25 %). Viennent enfin les centres de documentation (12 %) et les médias (3 %).
Une lettre quotidienne et des « alertes » sont envoyées par courriel aux 35 000 professionnels du livre qui s'y sont inscrits.
La fréquentation du site web varie entre 300 000 et 700 000 visiteurs par mois.